# Bisperække
En bisperække er en kronologisk ordnet liste over biskopper i et enkelt stift. Den danske folkekirke har følgende bisperækker:
- Fyens bisperække
- Grønlands bisperække
- Haderslevs bisperække
- Helsingørs bisperække
- Københavns bisperække
- Lolland-Falsters bisperække
- Ribes bisperække
- Roskildes bisperække
- Sjællands bisperække
- Viborgs bisperække
- Aalborgs bisperække
- Århus' bisperække

## Tidligere danske stifter
- Færøernes bisperække
- Lunds bisperække
- Slesvigs bisperække